# 劉焯華
劉焯華，GML，GLM（1945年2月3日—），廣東普寧人，曾任澳門立法會主席、全國人大代表。曾就读暨南大学社会学专业。

## 曾任
- 澳門特別行政區第四屆立法會主席（2009年至2013年）
- 澳門特別行政區第一、二、三屆立法會副主席（1999年至2009年）
- 澳門第三、四、五、六屆立法會議員（1984年至1999年）
- 第十、十一屆全國人大代表（2003年至2013年）
- 澳門特別行政區推薦法官獨立委員會主席
- 澳門工會聯合總會副會長

## 荣誉

### 中国勋章奖章
- 金莲花荣誉勋章（澳门特别行政区，2004年10月19日[2]）